# Nonnenrod
Nonnenrod ist Einzelhof und bereits 1650 genanntes ehemaliges Vorwerk des Benediktinerklosters Johannesberg in der Gemarkung von Harmerz, einem Stadtteil von Fulda im osthessischen Landkreis Fulda.

## Geographie
Das Gehöft liegt südwestlich von Harmerz im Tal des Aschehöfer Grunds. In unmittelbarer Nähe des Gehöftes befinden sich die vier hintereinander liegenden, aufgestauten Nonnenröder Teiche, von denen ein Teil Naturschutzgebiet ist, der südlichste jedoch intensiv fischwirtschaftlich genutzt wird. Das gesamte Gebiet, das zum großen Gieseler Forst zählt, ist Naherholungsraum für die Stadt Fulda.

## Geschichte
Nonnenrod wurde wahrscheinlich vom Johannesberger Propst Bonifatius von Buseck (1656–1700 Propst in Johannesberg) als kleines Nonnenkloster angelegt. Das alte Wohnhaus des Gutshofes trägt einen Wappenstein mit seinem Wappen und der Jahreszahl 1698. Auch das Gewände des massiv gewölbten Kellers („Kapellen-Keller“) ist mit der Jahreszahl 1698 versehen. 1699 gab es eine Kapelle. 1802 rechnete man Nonnenrod zum fuldischen Propsteiamt Johannesberg.
Das Anwesen mit Wohnhaus, Stallungen, 300 Morgen Land und einer Schafherde wurde im Jahre 1819 versteigert, nachdem das Territorium des vormaligen Fürstbistums Fulda 1816 als Großherzogtum Fulda an Kurhessen gefallen war. Nach mehreren Besitzerwechseln kamen Hof und Gut 1873 an Friedrich Wilhelm von Hessen (1820–1884), der 1876 Titular-Landgraf von Hessen-Kassel wurde und vom preußischen Staat auch das Fuldaer Stadtschloss, das Schloss Fasanerie bei Fulda und das Schloss Philippsruhe bei Hanau zu Eigentum überwiesen erhielt. Im Nonnenroder Forst ließ er sich 1875/76 ein Jagdhaus bauen. Nach seinem Tod 1884 nahm das Interesse an seinem Jagddomizil ab. Es wurde um 1900 zum Abbruch verkauft, am sogenannten „Ausspann“ südlich von Fulda, an der alten Chaussee nach Neuhof, neu aufgebaut, dann aber 1908 auch dort abgebaut und in Horas originalgetreu wieder aufgebaut, wo es noch heute steht.